# 八渡站
八渡站，位于中华人民共和国贵州省黔西南布依族苗族自治州册亨县八渡镇，是南昆铁路上的火车站，建于1997年，由南宁铁路局管辖。

## 車站周邊
- 八渡镇政府
- 八渡村派出所
- 旧州河
- 南盘江

## 歷史
建于1997年。